# Horváth Bálint István
Horváth Bálint István (Milánó, 1799. augusztus 27. – Kajár, 1860. július 6.) Szent Benedek-rendi áldozópap és tanár, fordító.

## Élete
A lombardiai Milánóban született, ahol Fejér vármegyei származású apja ezredével tartózkodott. Első kiképeztetését a székesfehérvári középiskolában nyerte, ahol a költészeti osztályig tanult. 1818. október 15-én Pannonhalmán a Szent Benedek-rendbe lépett. 
Az újoncév eltelte után két évig a bölcseletet Győrött, egyig a nevelést és széptant Bakonybélben hallgatta, egyszersmind a görög és római írókat is tanulmányozta. 1822-től 1824-ig a komáromi gimnázium tanára, 1824-től 1828-ig Pannonhalmán teológus volt és augusztus 7-én pappá szenteltetett föl. 1828-tól 1836-ig tanár volt Komáromban, itt kezdte meg szóelemzési szótárának anyagát gyűjteni. 1836-tól 1839-ig Nagyszombatban tanított; majd 1839–41-ben Pannonhalmán volt hitszónok; 1841–44-ben bakonybéli, 1841–44-ben tihanyi és végül 1844–47-ben kajári lelkész volt.
Cikke a Religio és Nevelésben (1846. I. 42-44. sz. A teremtésről).

## Munkái
- Erdélyi nagyfejedelemség, Dalmátország. Galliczia királyság, európai török birodalom és Görögországnak rövid földleírása. Pozsony, év n. (magyar és latin szöveg, három táblával)
- Magyarország historiájának rövid leírása. Pozsony, év. n. (magyar és latin szöveg latin czímmel; 2. kiadás. Pozsony, 1836. magyar czímmel; 3. kiadás. Pozsony, 1838. latin czímmel)
- Deákra fordítandó magyar gyakorlások. Első évi folyam. Pozsony, 1837 (II. kiadását újra átdolgozva, a II. és III. folyammal együtt elkészítette, de nem adta ki)
- A füredi savanyúviz s Balaton környéke. Kézikönyvül a savanyúvízi s Balatongőzösi minden karú s rendű tisztes vendégeknek. Magyar-Óvár, 1848 (Ibrahim endrédi török agának magyar levele a tihanyi várkapitányhoz Kappányból 1589. márcz. 2. az 52-53. l.)

### Kéziratban
A cath. hittan egész terjedelmében, Gaume Cathechisme de Perseverance c. munkájának fordítása; A tihanyi apátság történeti és földrajzi leírása; Magyar nyelvbeli szószármaztatás 600 lap. 